# معهد الدراسات الموسيقية
معهد الدراسات الموسيقية هو معهد لتعليم الموسيقى العربية، يقع في العاصمة العراقية بغداد.
أُسس المعهد سنة 1970 م، بحسب القانون رقم(61) عام 1970 بتاريخ 29-12-1970 تحت اسم معهد الغناء العراقي ويتبع لوزارة الاعلام في حينها
ونشر في جريدة الوقائع العراقية في العدد 1955 في 13-1-1971.
غير اسم المعهد في العام 1971 من معهد الغناء العراقي إلى معهد الدراسات النغمية العراقي بالقانون رقم(19) لسنة 1971 والصادر بتاريخ 29-3-1971، ونشر في جريدة الوقائع العراقية في العدد 1986 في 11-4-1971 
بعد ذلك وفي العام 1987 اصدرت الحكومة العراقية قانوناً جديداً لمعاهد الدراسات الموسيقية هو القانون رقم (10) لسنة 1987 والصادر بتاريخ 1-1-1987 حيث الغى في المادة (34) القانون رقم (61) لسنة 1970 وتعديلاته وعدل القانون ارتباط المعهد إلى وزارة الثقافة والاعلام – دائرة الفنون الموسيقية من جميع النواحي الادارية والمالية والفنية.

## أساتذة المعهد
- منير بشير
- جميل بشير
- روحي الخماش
- شعوبي إبراهيم
- عبد السميع عبد الحق
- صلاح الدين المانع
- جلال الحنفي
- علاء مجيد
- سالم عبد الكريم
- دريد الخفاجي
- فتح الله أحمد

## إغلاق مؤقت
أغلق المعهد لفترة بسبب الاحتلال الأمريكي للعراق عام 2003 م، وغادر بعض طاقم التدريس بسبب تعرضهم لتهديدات.